# Lalkarz (film 2004)
Lalkarz (kor. Inhyeongsa) – południowokoreański horror z 2004 roku.

## Fabuła
Do leżącego na odludziu muzeum lalek przybywa grupa młodych ludzi, którzy mają zostać modelami, na wzór których powstaną nowe lalki. Jednak niedoszli modele zaczynają kolejno ginąć z rąk tajemniczego mordercy. Wszystko wskazuje na to, ze sprawcami ich śmieci są lalki...

## Obsada
- Im Hyeong-jun – Hong 'Charlie' Jeong-ki (fotograf)
- Kim Bo-young – Pani Im (właścicielka muzeum)
- Nam Myeong-ryeol – Lee Sun-young (studentka)
- Jeon Ho-jin – Choi Jin-wan (kustosz muzeum)
- Shim Hyeong-tak – Kim Tae-seong (model)
- Ok Ji-young – Jung Yeong-ha (pisarka)
- Kim Yu-mi – Park Hae-mi (rzeźbiarka)
- Lim Eun-kyeong – Mi-na